# Zebrzydowice (Silezië)
Zebrzydowice is een dorp in het Poolse woiwodschap Silezië, in het district Cieszyński. De plaats maakt deel uit van de gemeente Zebrzydowice en telt ca. 4 700 inwoners.
In de 2e wereldoorlog, tussen 1942 en 1944, was daar het slaven spoorweg kamp Seibersdorf.  Ongeveer 300 gezonde, Joodse mannen, tussen de 15 en 55 jaar, werden uit de trein naar Auschwitz gehaald waren, om er gedwongen arbeid te verrichten. Dat waren de zo genoemde 'Cosel Transporten'. Gestorvenen werden eerst begraven op het plaatselijke kerkhof. Later gaven de nazi's bevel om ze op te graven, om ze vervolgens in een massagraf van dieren te gooien, waar o.a. ook varkens in lagen. Varkens zijn onrein in Joodse begrippen. Daarna overgoten met ongebluste kalk. Momenteel is er een monument, waar elk jaar op 8 september een herdenkings bijeenkomst is. Het NIOD heeft een dossier met getuigenverklaringen.

## Verkeer en vervoer
- Station Zebrzydowice
- Station Zebrzydowice Przystanek (gesloten)